# Церкви Гьореме

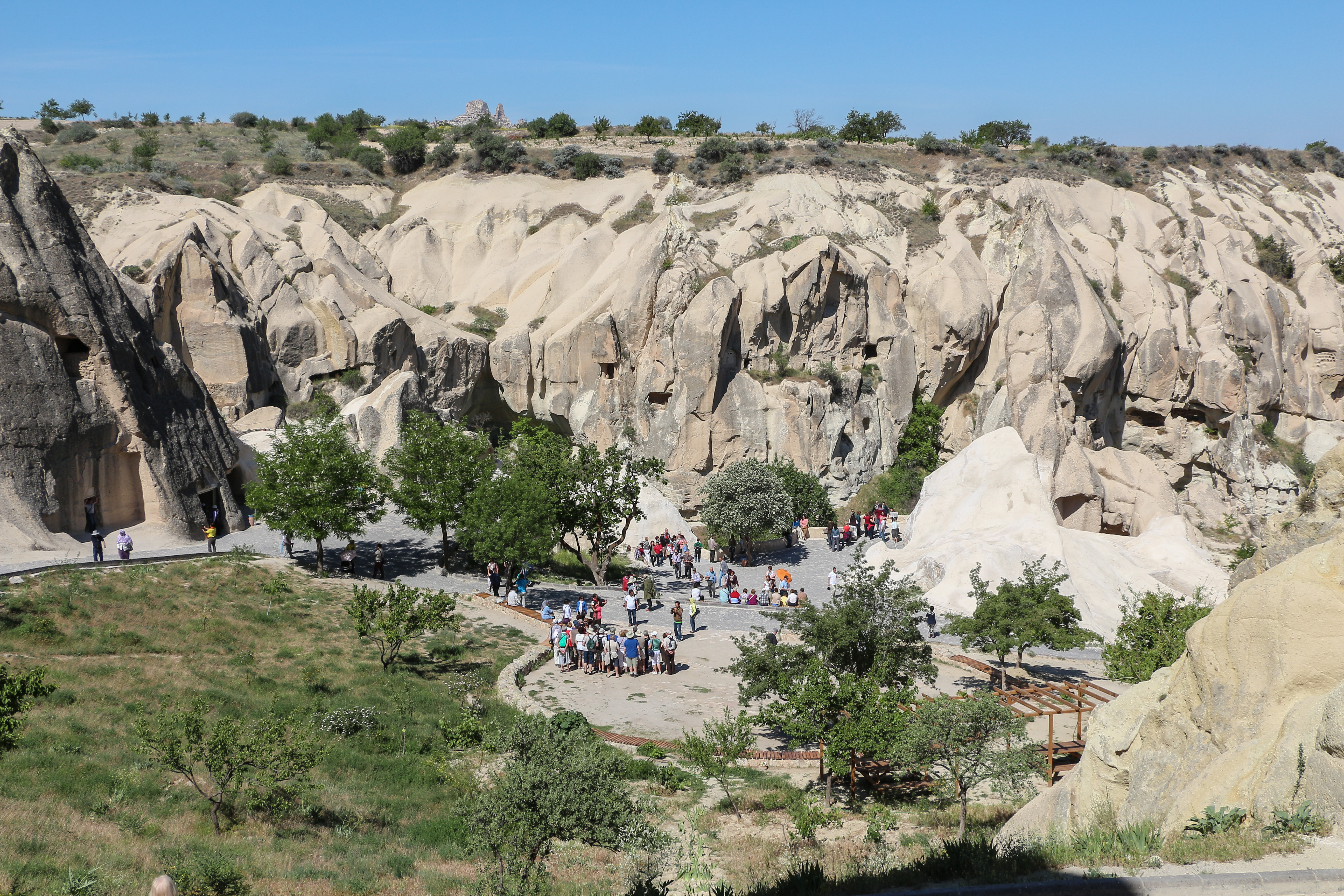
Музей під відкритим небом в Гьореме

Гьореме — район провінції Невшехір в Туреччині. Після виверження вулкану Ерджіяс близько 2,6 мільйона років тому попіл та лава утворили м'які скелі в регіоні Каппадокії, охоплюючи область близько 20000 кв.км. Більш м'яка скеля розмивалася вітром і водою, залишаючи тверду скельну породу на вершинах стовпів, утворюючи сучасні Перібаджалари. Населення Гьореме, в основі регіону Каппадокія, зрозуміли, що ці м'які скелі можна легко вирізати, щоб утворити будинки, церкви та монастирі. Ці християнські святилища містять багато прикладів візантійського мистецтва з періоду після іконоборства. Ці фрески — унікальне мистецьке досягнення цього періоду.
У IV столітті в регіоні почали утворюватися невеликі анахоретські громади, що діють за вказівкою святого Василія Кесарійського . Вони вирізали в м'якій скелі. Під час іконоборчого періоду (725—842 рр.) прикраси багатьох святилищ у регіоні були зведені до мінімуму, як правило, таких символів, як зображення християнського хреста. Після цього періоду в скелі були викопані нові церкви, і вони були рясно прикрашені різнокольоровими фресками. Коли в 1923 році каппадакійські греки були вислані з Туреччини в обміні населення між Грецією та Туреччиною, церкви були покинуті, але в той же час вони були приховані, оскільки їх власники були єдиними, хто знав, як їх знайти.

## Токалі Кілісе

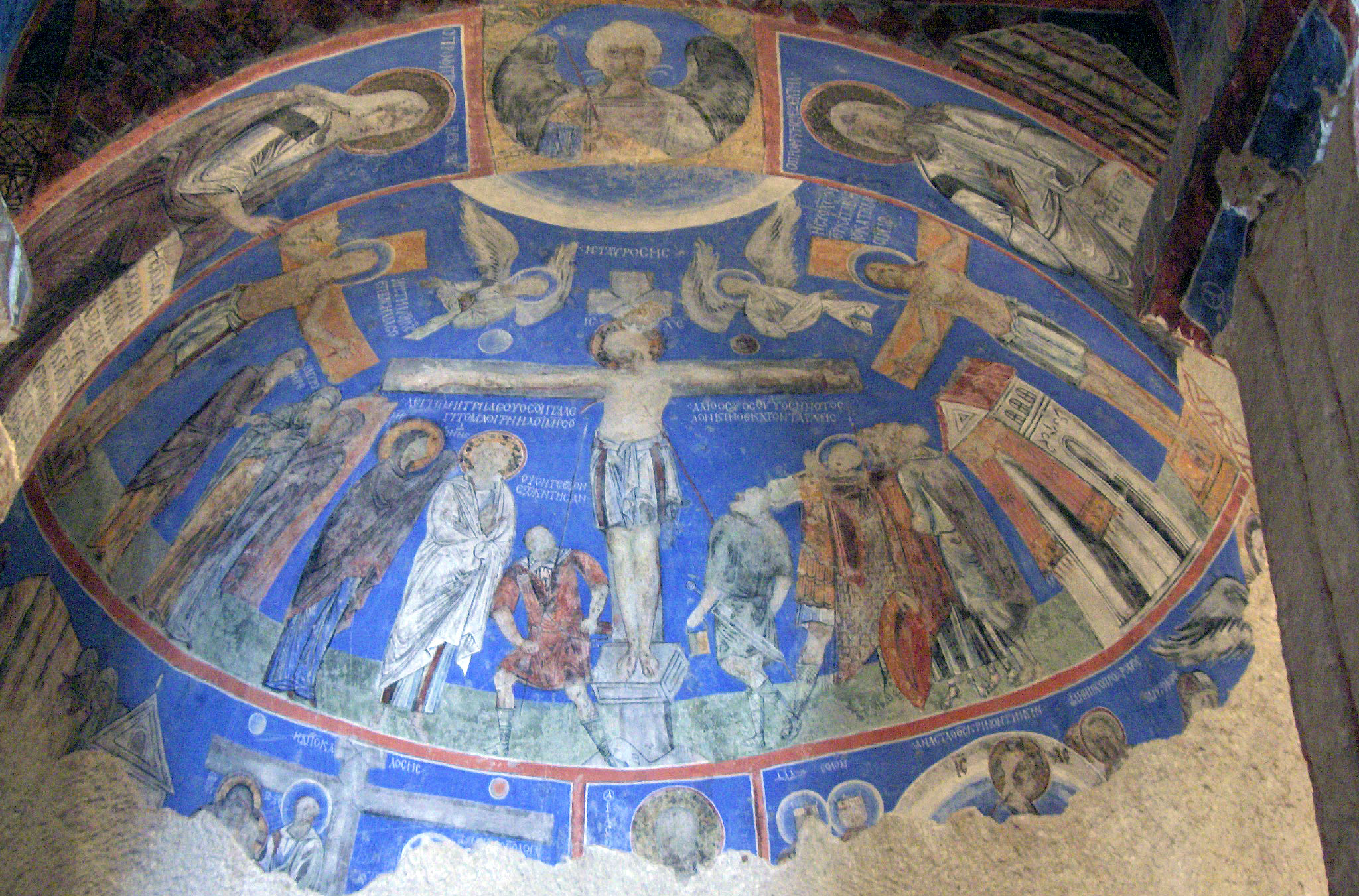
Фреска Розп'яття на стелі Токалі Кілісе

Токалі Кілісе (або Церква Пряжки) — найбільша церква в Гьореме. Реставрація церкви була завершена протягом 1980-х років.
Однією з відмічених особливостей церкви є головний неф, що містить фрески IV століття у «провінційному» стилі, більш пізні доповнення — три апсиди фресок ХІ століття, які виконані у «столичному» стилі. Церква містить фрески дванадцяти апостолів, святих та сцени з життя Ісуса. Церква також має склеп під нефом. Церква Пряжки складається з чотирьох палат: Старої Церкви, більшої Нової Церкви, Паракліону та Нижньої Церкви. Стара Церква датується Х століттям. Спочатку це була одноповерхова церква зі склепінням. Але його апсида була зруйнована, коли в кінці Х або на початку ХІ століття була побудована Нова Церква. Тепер Стара Церква забезпечує вхід до Нової Церкви. Стара Церква прикрашена блідими червоними та зеленими відтінками, пофарбованими смужками, щоб зобразити сцени з Нового Завіту та зображення деяких святих. Пано з багатого індіго, пофарбованого пігментами з лазуриту, оздоблюють Нову Церкву: сцени з Нового Завіту, чудеса Христа, перші диякони, епізоди з життя святого Василія (одного з отців Каппадокійських), зображення Ліад (один із Сорока мучеників) та святого Мени. Нова Церква була вирізана зі східної стіни Старої Церкви та прикрашена арками у східному стилі та низкою аркад. Паракліон, розташований ліворуч від Нової Церкви, — це склепінчаста каплиця з єдиною апсидою. Нижня церква має три проходи та похоронний простір або крипто.

### Фрескові прикраси старої церкви в Токалі Кілісе
Найбільш складною декоративною оздобою Старої Церкви в Токалі-Кілізе є христологічний цикл, розташований у бочковому склепінні однобічної базиліки. З кожного боку склепіння — три оповіді, що містять 32 сцени, які зображують традиційний тристоронній поділ життя Христа; немовля, чудеса і пристрасті. Верх склепіння прикрашений рядом медальйонів, що містять портрети старозавітних пророків і святих. Розповідь починається в південно-східному куті з Благовіщення, потім він читається на захід (зліва направо), перетинає медальйони і закінчується вбивством Закарія в північно-східному куті, щоб завершити Розділ про дитячі роки. Друга глава життя Христа, Чудеса, займає середину трьох регістрів (або другий реєстр зверху), а також читає зліва направо, пропускаючи хребет медальйонів. Чудеса починаються одразу після закінчення Дитинства з польотом Єлизавети і закінчуються Воскресінням Лазаря. Нарешті, найнижчий регістр повідомляє про пристрасті та читає в тому ж порядку та напрямку, що й перші два регістри. Він починається зі Входу Господнього в Єрусалим і закінчується Спуском у Пекло (Анастасія). Є три зображення, пов'язані з розповіддю про склепіння, але розташовані поза ним: Преображення Господнього на сході тимпана, Вознесіння в східній частині та Стрітення Господнє, розташоване на південній стороні східної стіни.
Завдяки своєму напівізольованому розташуванню в Каппадокійському регіоні фрески в Старій церкві Токалі Кілісе (як і в багатьох інших скельних церквах у цій місцевості) базуються на Євангелії від Якова, а не на канонічних Євангеліях . Ця відмінність від таких столичних центрів імперії, як Константинополь, пояснює незвичну послідовність христологічного оповідання. Наприклад, як правило, Втеча до Єгипту буде останньою сценою глави про немовля, але в Старій Церкві ще дві сцени; вбивство Захарії та політ Єлизавети, що розпочинає главу Чудеса. Ця аномалія виникає тому, що художник дотримувався Євангелія від Якова, що включає обидві ці сцени. Хоча інші кам'яні церкви в Каппадокії також базували свої розповіді на Євангелії від Якова, жодна не схожа на Стару церкву в Токалі Кілісе. В інших церквах були реалізовані лише фрагменти цього христологічного циклу оповіді.

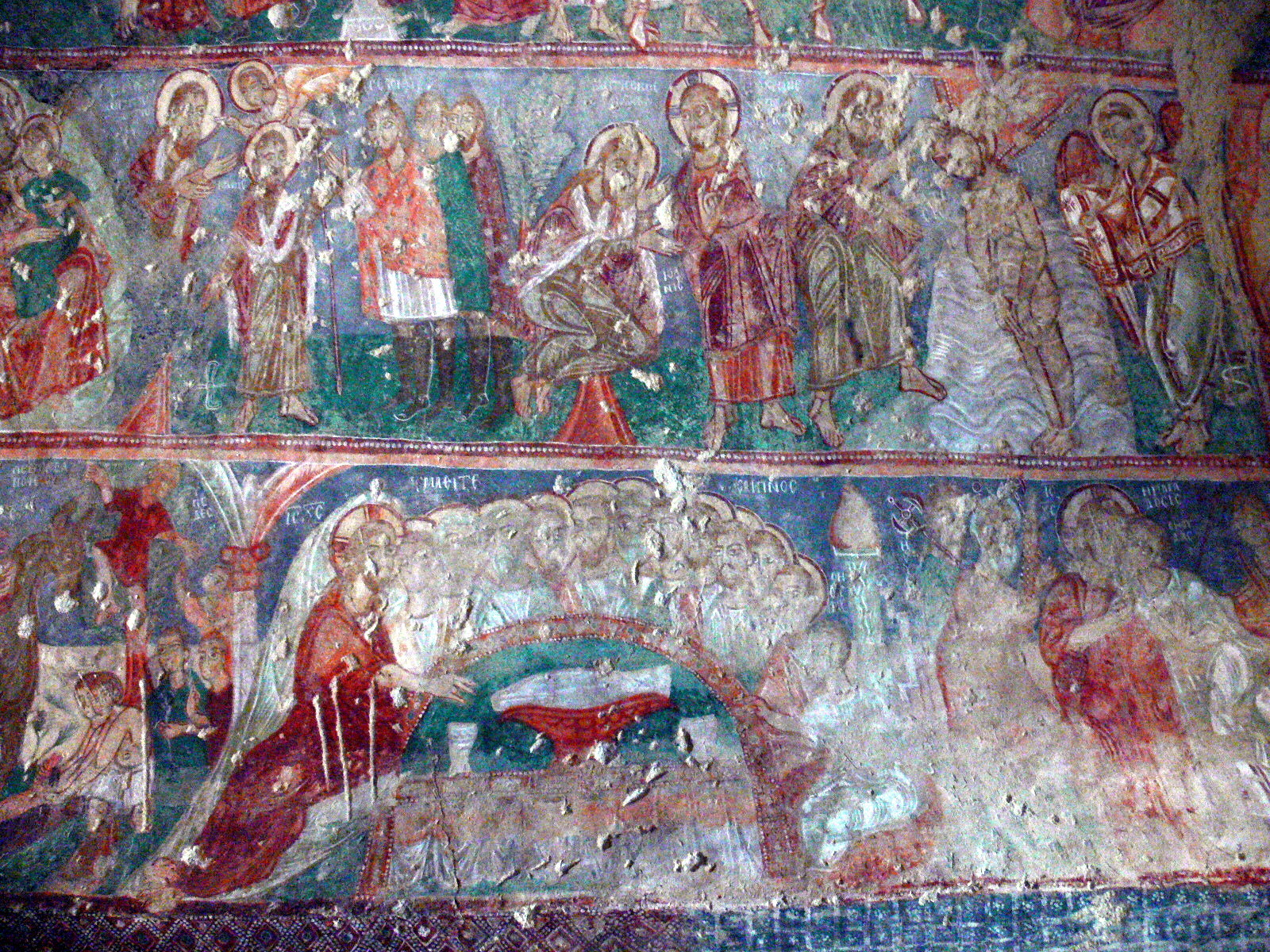
Сцена Таємної вечері в христологічному циклі Старої Церкви

Стиль фресок узгоджується з іншими зображеннями періоду та регіону. Образи не обов'язково реалістичні; фігури не демонструють переконливості, а драпірування неприроднє, більше стосується геометричного стилю зображення. Фігури розміщені в передній частині площини картини, що натякає на те, що художник (и) не намагався досягти реалістичної глибини. Такі стилістичні риси (пропорції, площинність та геометрична абстракція) також можна порівняти з фресками в інших частинах імперії, наприклад, Святої Софії в Константинополі. Однак цілком регіональна риса виявляється також у «тенденції до імені анонімних персонажів, інакше через асоціацію з об'єктом чи дією в тексті (Біблія)». Прикладом може слугувати фігура, яка заповнює урну водою в сцені Весілля в Кані Галілейській, яку названо Антліоін, що походить від грецького слова «витягнути».
Композиція христологічного циклу в цілому має символічне значення. Враховуючи медальйони, що містять портрети старозавітних пророків, розташовані у найвищій точці склепіння, хребта, він являє собою початок або першу добу Одкровення, і вони є фігурами, які віщують прихід Христа та його вчинки на землю. Потім ці пророцтва змальовуються в решті оповіді в регістрах Дитинство, Чудеса та Страсті, які заповнюють залишки склепіння. Розповідь продовжується на східній частині з Вознесінням, коли воскресле Христове тіло перенесено на небо. Це початок його Святого впливу і ініціює третій вік Одкровення. Композиція розповіді в цілому відображає прогрес Одкровення до, під час і після життя Христа на землі.

### Фрескові оздоблення Нової Церкви в Токалі Кілісе
Нова Церква в Токалі КіліСе — це набагато більша церква, ніж Стара Церква, і тому має набагато більше прикрас. Є два основні фрескові цикли та велика кількість святих, священнослужителів та мучеників, розподілених по всьому іншому простору стіни. Як і в Старій Церкві, христологічний цикл є найбільш розробленою і обширною прикрасою Нової Церкви. Розташовані в небі Дитинство, Чудеса та Страсті зображені у високоякісній картині. Розповідь починається в північній бухті нефа і триває в регістрі над аркадами.

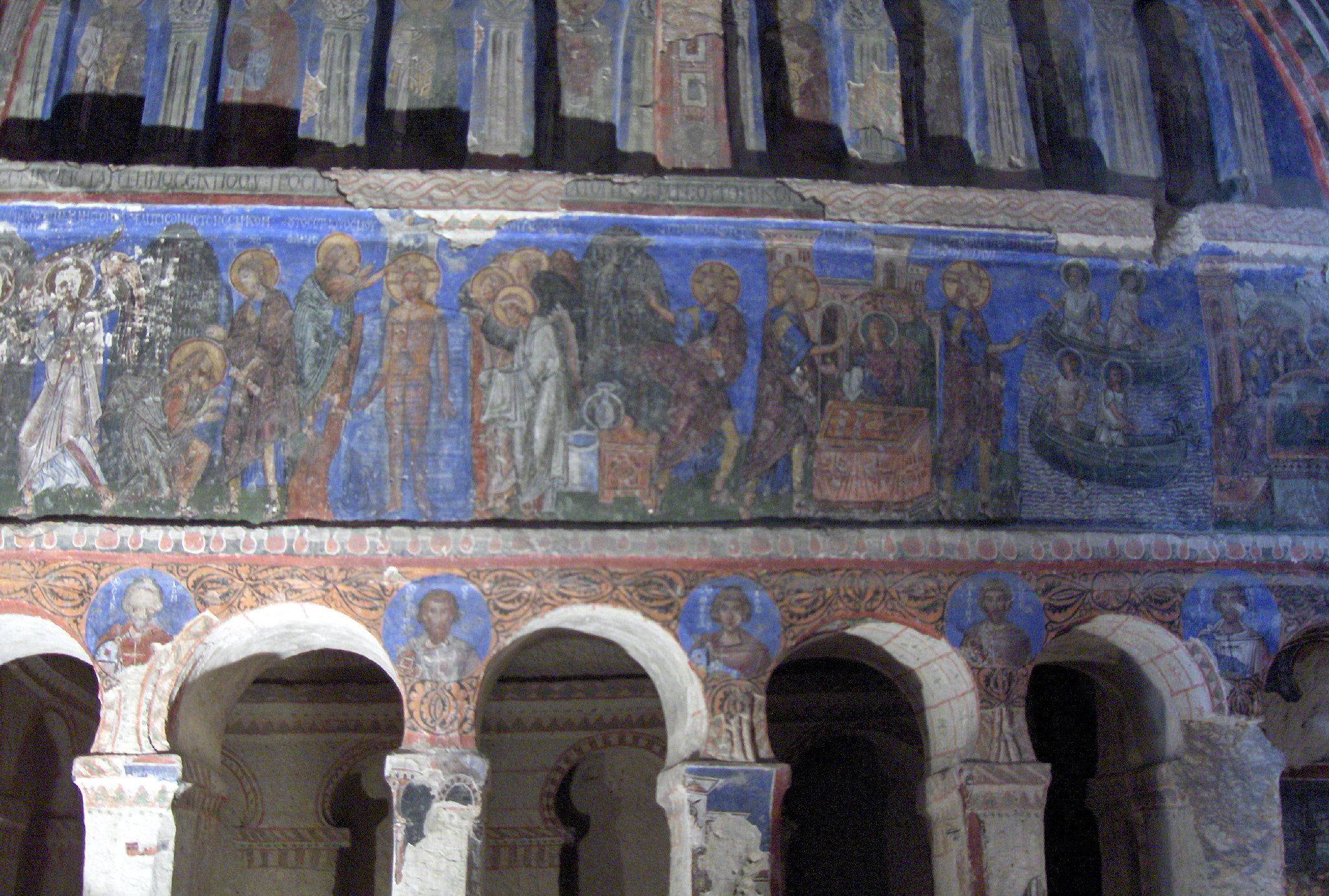
Вид христологічного циклу в Новій Церкві

Кілька важливих сцен було зарезервовано для більш помітних подій; вознесіння, благословення апостолів, п'ятидесятниця та місія апостолів розташовані в центрі та південних затоках нефного склепіння.
Інший головний цикл оповідань у Новій Церкві в Токалі Кілісе — життя святого Василія. Святий Василій був головним релігійним діячем Каппадокійського регіону, тому вважається, що Нова Церква була присвячена йому. Є лише два відомих фрескових цикла життя святого Василія, інший розташований у каплиці в Балкам Дересі (також у Каппадокії). Цикл у Новій Церкві містить сцени з попередньої частини оповіді, а каплиця в Балкам Дересі зображує пізніші сцени. У трансепті на нижніх стінах північної бухти в Новій Церкві були розписані кілька сцен цього місцевого кападокійського святого. Сюжети включають: Суперечка Нікейської церкви, Василія та імператора Валена, Молитва аріан, Молитва православних, Зустріч святого Єфрема та святого Василія, Ухилення грішної жінки та похорон Василія. До кожної фрески додається напис, узятий безпосередньо з біографічних творів Псевдо-Амфілохія, що описують сцену.
На відміну від більшості зруйнованих церков, покровительство Нової Церкви напрочуд відомо. Розташований на нефному карнизі, був написаний фрагмент речення, який означає: "Ваша (найсвятіша церква) була повністю прикрашена Костянтином із любові до монастиря (з небесних ракурсів). Він прикрашає свою нову роботу двадцятьма поважними образами … '(продовжується описом двадцяти згаданих сцен). Другий напис, розташований у північній апсиді, перекладається так: "Бема була прикрашена… Нікефоросом за рахунок Леона, сина Костянтина. Ви, що читаєте (це), моліться за них через Господа. Амінь. Через ці два написи робиться висновок про те, що живописцем був Нікефорос і було два меценати — Костянтин та його син Леон. Жоден покровитель не ототожнюється за заголовком, що означає одну з двох речей. Або вони були людьми другорядного значення, або вони були настільки важливими і відомими, що не потрібно було включати їх титули. Зважаючи на те, що фінансувати таке вишукане оздоблення фрески було б дуже дорого, швидше за все, вони були заможними і тому добре відомими, тому жодних назв не було потрібно. Стилістично фрески Нової Церкви схожі на картини того ж періоду часу, знайдені в Константинополі, що говорить про те, що меценати, можливо, заплатили за майстерню, щоб приїхати до Каппадокії спеціально для прикраси Нової Церкви. Цей факт вказує і на заможність меценатів. Щодо Нікефороса, імені художника, згаданого у другому написі, не слід вважати, що він єдиний художник. Ймовірніше, що він був майстром майстерні, відповідальним за фрески, і тому отримав кредит за роботу. У цьому сценарії Нікефорос мав би кілька учнів, які допомагали йому у виконанні багатьох завдань, пов'язаних зі створенням фресок. У другому написі також незрозуміло, яка саме частина прикраси відповідала Нікефоросу. Однак, маючи багато досліджень і доказів, провідний науковий співробітник Токалі Кілісе Ен Вортон Епштейн стверджує, що Нікефорос відповідав за всю прикрасу Нової Церкви.

## Ельмалі Кілісе

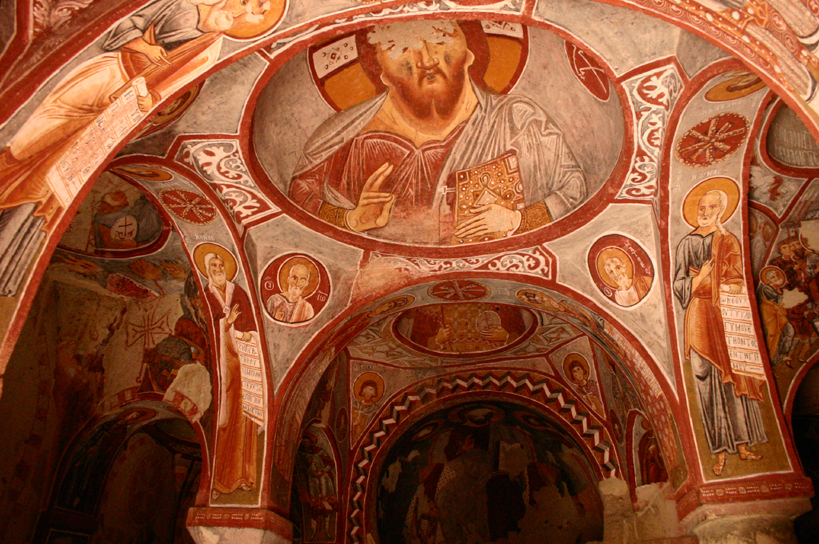
Кам'яна капела Гьореме (Ельмалі Кілісе)

Ельмалі Кілісе (або Яблунева Церква) — менша печерна церква. Вона була побудована близько 1050 року і вирізана на чотирьох неправильних стовпах знаком грецького хреста. Ці стовпи підтримують його центральний купол. Реставрація церкви була завершена в 1991 році, але фрески продовжують відбиватися, виявляючи під собою шар більш ранніх картин. На картинах церкви зображені сцени святих, єпископів та мучеників. праворуч від вівтаря — Таємна вечеря із символічною рибою (літери слова риба грецькою мовою ΙΧΘΥΣ означають «Ісусе Христе, Сину Божий, Спасителю»). Вважається, що назва церкви посилається на червону кулю в лівій руці Архангела Михаїла в куполі головної апсиди або, можливо, на яблуню, яка росла поблизу.

## Азіз Барбара Кілісесі

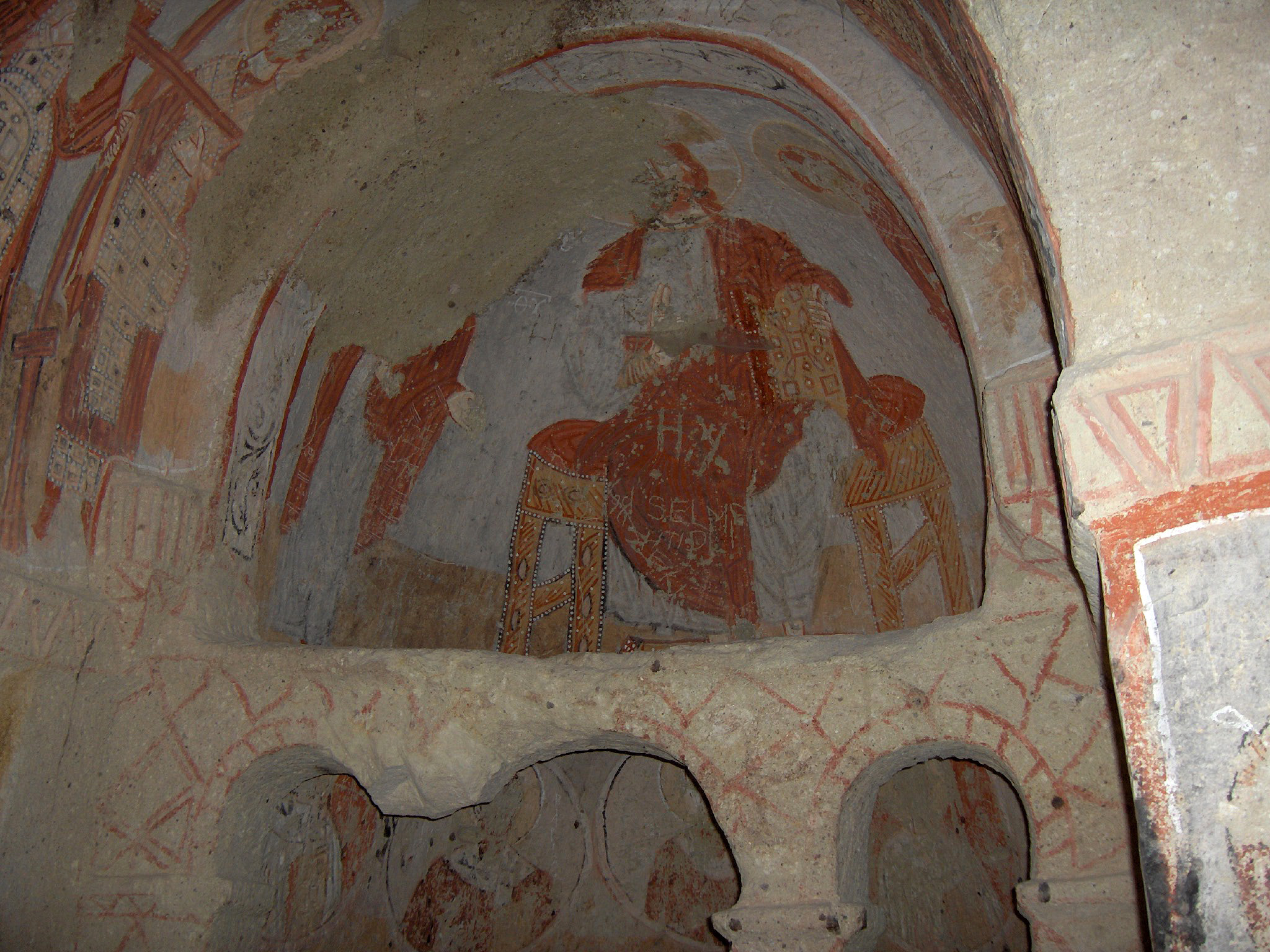
Фреска Христа Пантократора в Азізі Барбарі Кілісесі

Азіза Барбара Кілісесі - церква святої Варвари. Варвара була грецькою мученицею, яку ув'язнив її батько, щоб захистити її від впливу християнства. Варвара все ж знайшла спосіб сповідувати свою віру, а батька катували та вбивали.
Побудована наприкінці ХІ століття, церква, можливо, була побудована як данина святому мученику. Церква має такий же макет, як і Чаріклі Кілісе. Церква має хрестоподібний купол з однією центральною апсидою, двома бічними апсидами та двома колонами. На куполі зображено Христа на троні, з геометричними візерунками, намальованими червоною охрою, намальованими прямо на скелі, які, як вважають, символічні за своєю природою. Ще одна фреска з великою сараною, можливо, представляє зло, яке відлякується захистом двох сусідніх хрестів. На північній стіні церкви міститься фреска святого Георгія та святого Федора на коні, що бореться проти дракона і змії. Ченці намалювали червоні охрині лінії на скелях, щоб створити враження, що в будівництві використовували вирізані камені.

## Їланлі Кілісе

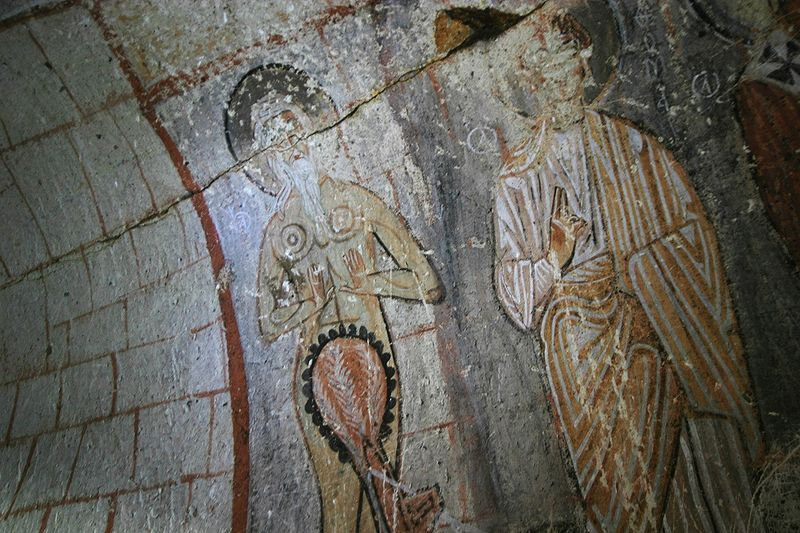
Фреска Онуфрія (зліва)

Їланлі Кілісе (Церква Змії) — це проста церква із склепінням із низькою стелею та довгою нефом. Вона названа фрескою святих Федора та святого Георгія, що вбивають дракона (або змію, як зображено на фресці). У церкві також є фреска імператора Костянтина, а його мати Олена зображена, тримаючи Істинний хрест. Легенда стверджує, що вона виявила хрест, на якому був розп'ятий Ісус після того, як побачив його уві сні, а шматок хреста все ще похований у фундаментах Святої Софії в Стамбулі. Інші розділи хреста знаходяться в церкві Гробу Господнього та в Римі святого Петра. Ще один цікавий портрет — це святий Онуфрій на верхній стіні праворуч від входу. Святий прожив життя пустельника в єгипетській пустелі поблизу Фіви, Єгипет, і його зображують зазвичай з довгою сірою бородою, прикритого лише листям.

## Каранлік Кілісе

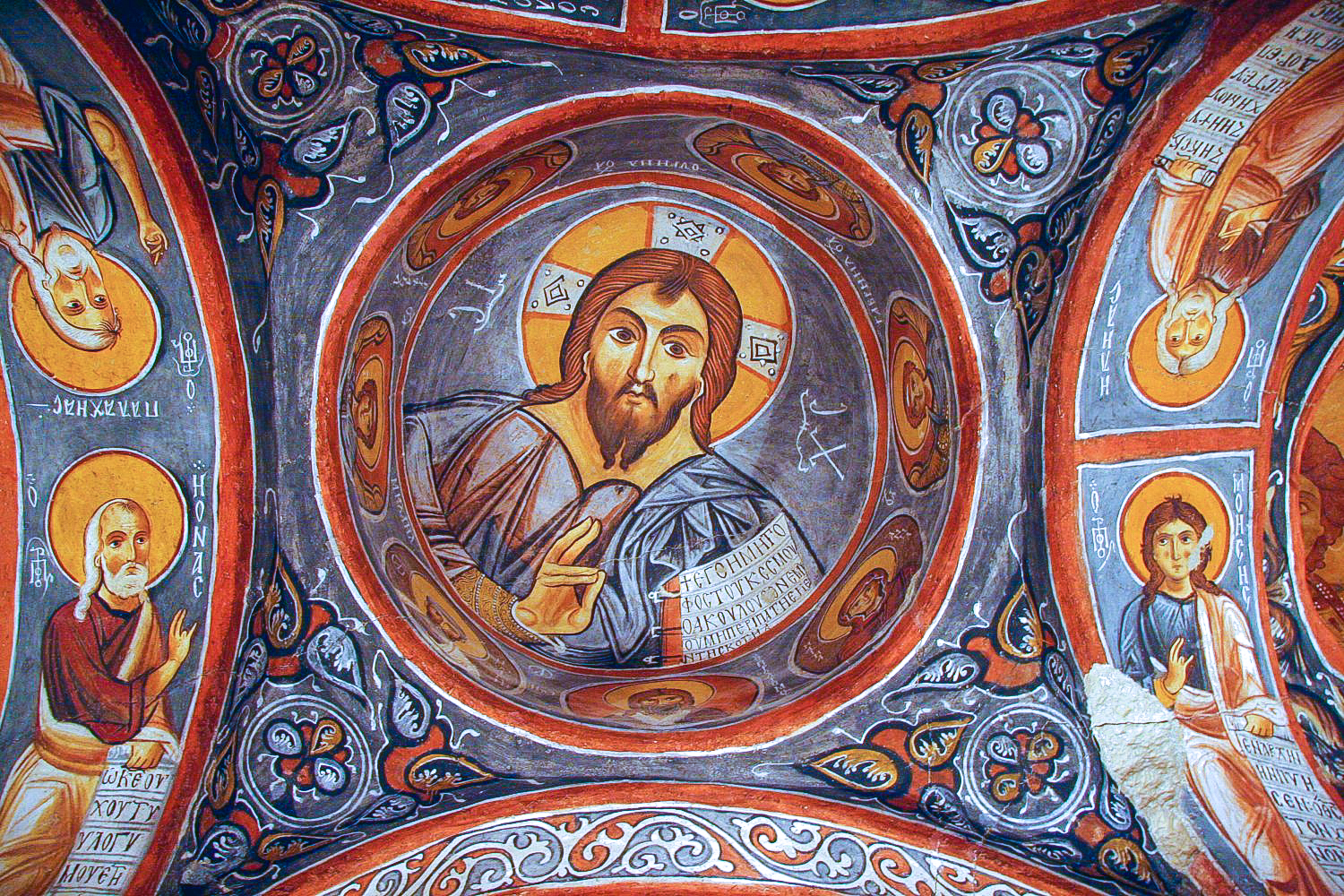
Фреска Христа Пантократора на стелі Каранлік Кілісе

Каранлік Кілісе (або Темна церква) був монастирським складом, побудованим у ХІ столітті. Це куполоподібна церква з однією головною апсидою, двома невеликими апсидами та чотирма колонами. Його прикрасили сцени з Нового Завіту: Христос Пантократор, Різдво Христове, Поклоніння волхвів, Хрещення, Таємна вечеря, Зрада Юди, Розп'яття, Анастас.
Після турецької навали до 1950-х років церква використовувалася як будинок для голубів. Після 14 років зішкрібання екскрементів зі стін, ці щойно відреставровані фрески, що зображують сцени з Нового Завіту, найкраще збереглися у всій Каппадокії і є прекрасним прикладом візантійського мистецтва ХІ століття. Частина притвору або тамбура обвалилася, відкриваючи частину церкви небу. Це призвело до пошкодження фрески Христового Вознесіння та Благословення святих, тоді як інші сцени лише частково залишаються там, де стіна впала. Назва церкви, можливо, походить від невеликого окулюса, який виглядає з притвору, який пропускає дуже мало світла.

## Чаріклі Кілісе

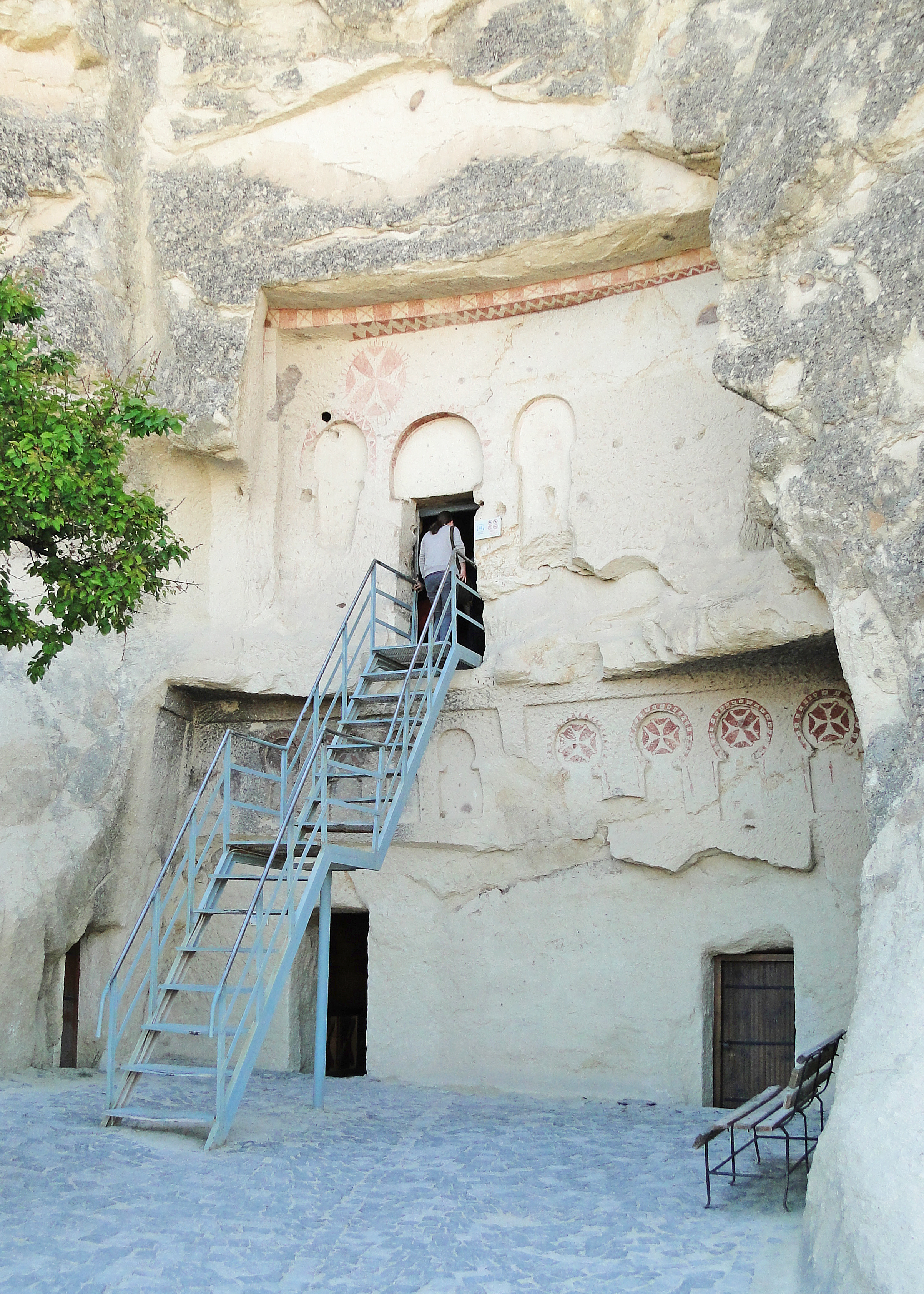
Чаріклі Кілісе

Назва Чаріклі Кілісе (Сандалова Церква) походить від двох слідів у нижній частині фрески Вознесіння на вході до церкви (кажуть, що ця фреска є точною копією тієї, що міститься в церкві Вознесіння в Єрусалимі). Церква врізана в ту саму скелю, що і Каранлік Кілісе. Церква висічена в плані перехресного поверху з пересічними склепіннями. Фрески церкви, що датуються ХІ століттям, містять чотирьох євангелістів, Різдво і Розп'яття, Хрещення, Поклоніння волхвів та інші новозавітні теми.